# 고잉 마이 홈
《고잉 마이 홈》(ゴーイング マイ ホーム 고인구 마이 호무[*])은 2012년 10월 9일부터 동년 12월 18일까지 화요일 22:00 ~ 22:54(JST)에 후지 TV 계열에서 방송된 칸사이 TV·TV맨 유니온이 공동 제작한 텔레비전 드라마이다.
아베 히로시는 《하얀 봄》 (2009년 2분기) 이후 약 3년 만에 칸사이 TV가 제작 화요일 10시 시간대 주연을 맡았다. 또 야마구치 토모코는 《롱 베케이션》 (1996년 2분기) 이후 약 16년만에 연속 드라마 출연하였으며, 미야자키 아오이는 《행복의 꼬리》 (2002년 2분기, TBS) 이후 약 10년만에 민영 방송의 텔레비전 드라마에 출연하는 것이다. 고레에다 히로카즈는 이 작품이 민영 방송 드라마 및 연속 드라마 첫 감독·각본 작품이다.

## 줄거리
신통치 않은 샐러리맨이 사이가 소원했던 아버지가 쓰러진 것을 계기로 고향인 나가노로 돌아간다.
거기서 그는 아버지가 전설의 작은 생물 “쿠나”를 찾고 있던 것을 알게 된다. 당초 의문을 가지고 있던 그였지만, 현지의 사람들과 접촉하면서 그의 마음에도 변화가 일어난다….

## 캐스트

### 주요 인물
츠보이 료타 (45) - 아베 히로시 (어린 시절:마츠다 호쿠토)
CM 이그제큐티브 프로듀서. 주로 CM 제작의 예산 관리나 전체의 조정을 담당하고 있다. 무슨 일이나 〈まあまあ(마-마-)〉라고 통과시키는 것이 많은 것으로부터, 부하에게서 뒤로는 〈マー君(마-쿤)〉이라고 불리고 있다. 마요네즈를 좋아하며 육상부에서 장대높이뛰기 선수로 활동했던 적이 있다.
최근, 학교에서 이상한 행동이 눈에 띄는 딸에 대해서도, 무조건 설교를 못하고 있다.
츠보이 사에 (43) - 야마구치 토모코
료타의 아내. 푸드 스타일리스트. 현재, 저서가 출판되어 일이 순조롭고 궤도에 오르고 있다. 자택의 키친을 직장으로도 이용하고 있기 때문에, 누가 마음대로 사용하는 것을 싫어한다.
딸의 태도가 걱정으로 부·료타에게 엄하게 꾸짖어 주라고 하지만 언제나 실패하는 남편에게 점점 더 안달하고 있다.
시모지마 나호 (30) - 미야자키 아오이
토리이의 딸. 동사무소 주민생활과 직원.
토리이 나오루 (72) - 니시다 토시유키 (어린 시절：우메자와 타이치)
치과 의사. 나호의 부친. 다이치의 조부. 에이스케의 소꿉 친구.

### 료타의 가족
츠보이 모에 (10) - 마키타 아쥬
료타·사에의 딸. 초등학교 4학년.
이토 타키코 (47) - YOU
료타의 누나.
이토 켄지 (38) - 야스다 켄
타키코의 남편.
츠지 토키코 - 릴리
사에의 모친. 일로 바쁜 딸을 대신해, 모에를 돌본다.
츠보이 토시코 (73) - 요시유키 카즈코
료타·타키코의 모친.
츠보이 에이스케 (72) - 나츠야기 이사오 (어린 시절：야마시타 텟페이)
료타·타키코의 부친. 대기업 제약회사의 상담역. 전 이사. 늘 가는 사우나에서 넘어지고 병원에 옮겨져 의식 불명에 빠진다.

### 료타의 일 관계자
사나다 준 - 아라이 히로후미
타쿠 프로모션 영업. 료타의 부하.
히나타 - 이토 요자부로
타쿠 프로모션의 료타의 상사.
야마오카 - 모리오카 류 / 사나다 - 아다치 토모미
타쿠 프로모션 영업. 료타의 부하.
아사이 - 타츠미 아오이
광고 대리점.
노지마 - 이케다 나루시
CM 감독.

### 사에의 일 관계자
준 - 칸노 리오
사에의 어시스턴트.
이토다 - 오사다 나오
편집 담당자.
타치바나 - 무라오카 노조미

야마나카 켄타로 - 타쿠마 타카유키 (제2 ~ 3화)
영화 감독. 통칭: 야마켄. 료타에게 라이벌시 되고 있다.
코데라 - 키무라 미도리코 (제6화)

### 나가노의 사람들
일부는 료타의 꿈 속에서, 쿠나 일가의 일원으로서 등장.
시모지마 다이치 (6) - 오오니시 리쿠
나호의 아들. 조부가 어린 시절에 목격했다고 말한 미지의 생물 〈쿠나〉가 현대에도 생존하고 있는 것이라고 믿고 있다.
토쿠나가 타로 / 쿠나 아들 - 아베 사다오
택시 운전기사. 료타에게 매회 나가노로 이사하지 않겠느냐고 권한다.
츠츠미 치에코 / 쿠나 아내 - 에구치 노리코
나나오 종합병원 간호사.
미야우치 아코 / 쿠나 딸 - 이시이 아코
미야우치 리코 / 쿠나 딸 - 이시이 리코
나호가 이야기하는 〈쿠나〉 전설을 들으러 와있던 아이들.
모모세 / 쿠나 아버지 - 토키타 후지오
토리이 치과 의원의 환자.
후미오 / 쿠나 어머니 - 세리카와 아이
잡화상·히데키가게 점주.
하타나카 / 쿠나 숙부 1 - 나카무라 야스히
나가노 일보사 사회부 캡.
카지 / 쿠나 숙부 2 - 야마나카 타카시
경찰관. 료타를 잠복중인 활동가로 잘못 안다.
나카츠 - 마시마 히데카즈
나나오 종합병원 의사. 에이스케의 담당 의사.
첸 - 테이 류신
일을 요구해 사야 사무소를 찾아와 직원 나호에게 소개받은 중국풍 음식점에서 일하기 시작한다.
슈토 - 스가와라 다이키치
중국풍 음식점 주인.
토리이 쿠미 - 마츠바라 마이 (사진) (소녀 시절：마츠바라 마이)
고인. 나오루의 아내. 에이스케의 소꿉 친구. 나오루와 에이스케와 함께 쿠나의 숲에서 쿠나를 보았다.
니시코리 - 후루타치 칸지 (제6화)
자칭 쿠나 연구가.
야노 료코 - 안도 세이 (제6화)
나가노 신용 금고 직원. 쿠나에 대한 료타 등의 취재에 대답한다.
야마노베 - 코시무라 코이치 / 노마 - 노조에 세이지 / 시라이시 - 호타루 유키지로 / 카와시마 - 와타나베 켄키치 (제6화)

### 그 외
코바야시 고 - 바카리즈무
츠보이가의 근처에 사는 회사원. 통근시에 료타와 함께인 때가 많다.
코바야시 루카 - 카와구치 하루나 (최종화)
소노다 - 치바 마사코
모에의 담임 교사.
코시노 키라리 - 하마 나오미 / 카토 쥬리아 - 이시이 카호 / 사카가미 시온 - 마츠모토 유스케
모에의 클래스메이트.
야마시타 - 시미즈 쇼고
에이스케의 비서. 나호와 은밀하게 연락을 하고 있다.

### 게스트
池堀 케이지 - 마루야마 토모미 (제1화)
치보리 제과 사장.
마노 - 사츠카와 아이미 (제1화)
인기 여배우.
세토 - 사사노 타카시 (제1·5화)
양과자점 사장.
히토미 - 나카무라 유리 (제3화)
사에의 의뢰를 받아 조모와의 추억이 있는 낡은 찬합을 빌려주기 시작한다.
타카다 쥰지 (본인 역〔특별 출연〕/제5·9화)
〈아몬드 페론 쵸코〉의 CM에 출연.
히라코 에이키 - 니시야마 사토시 / 히라코 후미코 - 사토 미유키 / 히라코 키요타카 - 에노모토 陽心 (제3·5화)
후미코의 고향에서 살기 위해, 일가로 나가노로부터 이사한다. 출발전, 나호로부터 할로윈의 사진을 건네받는다.
모리야 린 - 오오타니 에이코 (제8화)
메구무가 일하는 목장주의 딸.
모리야 논 - 나가시마 논 (제8화)
린의 딸.
시모지마 메구무 - 카세 료 (제8화)
나호의 남편. 다이치의 부친. 댐 건설에 반대하고 있는 가운데 나호에게 말을 안하고 사라진 뒤, 목장에서 일하고 있다.

## 스태프
- 감독·각본·편집: 고레에다 히로카즈
- 음악: GONTITI
- 쿠나 디자인: 오오츠카 이치오, 카와무라 안나
- 푸드 스타일리스트: 이이지마 나미
- 협력 프로듀서: 안도 카즈히사(칸사이 TV)
- 프로듀서: 도요후쿠 요코(칸사이 TV), 쿠마가이 키이치(TV MAN UNION)
- 제작: 칸사이 TV, TV MAN UNION

## 주제가
- 마키하라 노리유키 〈四つ葉のクローバー 네잎 클로버〉 (WORDS&MUSIC)

## 부제
| 화 수                                                      | 방송일           | 부제                                                                                     | 시청률 |
| ---------------------------------------------------------- | ---------------- | ---------------------------------------------------------------------------------------- | ------ |
| 제1화                                                      | 2012년 10월 9일  | 소심한 남자에게 방문한 인생의 이상한 전환기 돌연 나타난 미녀&전설의 생물 쿠나의 수수께끼 | 13.0%  |
| 제2화                                                      | 2012년 10월 23일 | 아내는 발탁, 남편은 일거리를 받지 못해 도망?                                             | 8.9%   |
| 제3화                                                      | 2012년 10월 30일 | 료타, 어머니에게는 말하지 못한 아버지의 비밀을 안다                                      | 8.4%   |
| 제4화                                                      | 2012년 11월 6일  | 아내와 딸보다 중요한 여자                                                                | 7.7%   |
| 제5화                                                      | 2012년 11월 13일 | 쿠나 찾기에 1억!? 직장 복귀로 료타 폭주                                                  | 6.5%   |
| 제6화                                                      | 2012년 11월 20일 | 료타, 나쁜 일을 꾀해 천벌 맞는다                                                         | 5.9%   |
| 제7화                                                      | 2012년 11월 27일 | 당신에게는 “고향”이 있습니까?                                                            | 5.9%   |
| 제8화                                                      | 2012년 12월 4일  | 인생에서“후회”하고 있는 것은 무엇입니까?                                                 | 5.6%   |
| 제9화                                                      | 2012년 12월 11일 | 쿠나의 숲에서 일어난 아름답고 “푸른” 기적                                                | 4.5%   |
| 최종화                                                     | 2012년 12월 18일 | 당신이, 없어진 후에                                                                      | 6.0%   |
| 평균 시청률 7.9% (시청률은 간토 지구·비디오 리서치사 조사) |                  |                                                                                          |        |

- 10월 16일은, 축구 국제 친선 시합 일본 대표×브라질 대표전 중계때문에 휴지.

## 관련 상품

### 서적
- 쿠나 (작·코레에다 히로카즈, 그림·오오츠카 이치오, 이스트 프레스, 2012년 10월 15일 발매, ISBN 978-4-7816-0869-3)